# 东方板梭蟹
东方板梭蟹（学名：Parathranites orientalis）为多樣蟹科板梭蟹属的动物。分布于日本、Admiralty Islands、卡伊群島、新南威尔士、安达曼海、印度沿海、马达加斯加、东海等海域，生活环境为海水，多生活于水深80-230米处的沙质以及卵石或碎贝壳的海底。其生存的海拔范围为-230至-80米。
其种加词“orientalis”意为“东方的”。